# Битка у Белој Паланци и Пироту
 Битка у Белој Паланци и Пироту била је битка Другог српско-турског рата која је трајала од  12 — 15. децембра 1877. године, а након ње Срби су заузели оба града. 

## Распоређивање снага
Битка је била резултат офанзивне операције српских трупа, чији је циљ био изоловање Турака у Нишкој тврђави и обезбеђење бока руских трупа приликом преласка Старе планине и заузимања Софије.
Срби су 7. децембра, два дана након почетка похода из Књажевца, заузели врх Бабину Главу (северно од Беле Паланке) и превој Светог Николе на Старој планини. Са ових положаја јединице Тимочког (7.000 пешака и 8 оруђа) и Шумадијског (6.000 пешака са 22 оруђа) корпуса, којима је командовао генерал Јован Белимарковић, спустили су се на југ ка долини Нишаве.
Османски гарнизон у Белој Паланци имао је до 2.000 војника, а у околини Пирота било је још 12-13 логора са 28 оруђа.

## Ток битке

### Битка у Белој Паланци
Генерал Белимарковић је 12. децембра извео показне акције на пиротским прилазима код Будим дела и села Нишор. Тада су Тимочке трупе које је предводио пуковник Ђура Хорватовић напале турске положаје код Беле Паланке. Турске трупе су пружиле снажан отпор, али су се повукле у Пирот пошто су Срби прешли Нишаву, заобишавши њихов десни бок.
У овој бици прекинуте су комуникације између турских трупа у Нишу и Софији. Срби су изгубили 140 људи, узели су велику количину наоружања и опреме (укључујући 4 топа).

### Битка у Пироту
Шумадијски корпус је 13. децембра извео два напада на турска утврђења код Нишора, која су одбијена уз велике губитке. То подстиче Белимарковића да му у помоћ позове Хорватовићев одред из Беле Паланке.
После упорних борби код села Суводол и Блато на левој обали Нишаве, одред је 15. децембра отишао на западне прилазе Пироту. Ноћу су се османске трупе повукле у Софију након што су дигле у ваздух складиште муниције. Срби су у Пирот ушли 16. децембра. У борбама за град изгубили су 790 погинулих и рањених (од тога 480 код Нишора). Турци су у својим рукама оставили 28 артиљеријских оружја, 1.500 пушака и велику количину муниције.